# La Biolle
La Biolle é uma comuna francesa na região administrativa de Auvérnia-Ródano-Alpes, no departamento da Saboia. Estende-se por uma área de 13.04 km². Em 2010 a comuna tinha 2 733 habitantes (densidade: 209,6 hab./km²).